# Baharlu
Los baharlu o baharlue son un grupo étnico musulmán de Irán que habita en las provincias iraníes de Fars, Kermán, Azerbaiyán Meridional y Jorasán. Su lengua materna es el persa, aunque determinados grupos hablan turco.
Los baharlu son una de la tribus Qizilbash (en turco: Cabezas Rojas, es decir, turcos rojos -por contraste a los turcos azules o Celestes). La mayoría viven en el distrito de Darab, antigua base del ejército de Darío el Grande. A partir del siglo XIV varios grupos se asentaron en las áreas bajas en torno a Shahrekord, en Chahar y Bakhtiari, mezclándose considerablemente con las gentes del lugar.